# Tom Farquharson
Tom Farquharson (Dublino, 4 dicembre 1899 – 24 dicembre 1970) è stato un calciatore irlandese, di ruolo portiere.

## Carriera

### Club
Ha speso tredici anni di carriera nel Cardiff City.

### Nazionale
Ha giocato sia con la Nazionale irlandese IFA (poi divenuta Irlanda del Nord), sia con quella della Repubblica d'Irlanda (FAI).

## Palmarès

### Club

#### Competizioni nazionali
- Coppa d'Inghilterra: 1

Cardiff City: 1926-1927
- Community Shield: 1

Cardiff City: 1927
- Coppa del Galles: 4

Cardiff City: 1922-1923, 1926-1927, 1927-1928, 1929-1930